# Igor Talwinski
Igor Talwinski (* 1907 in Warschau; † 1983) war ein polnischer Maler.

## Leben
Nach Kriegsende 1945 zog er nach Paris. Hier hatte er 1951 seine erste Ausstellung im Pariser Salon.
Bekannt wurde er durch seine Aktmalerei.